# Ідак Юлія Володимирівна
Юлія Володимирівна Ідак (нар. 21 травня 1979, м. Івано-Франківськ) — українська науковиця, педагог, дослідниця архітектури та містобудування, доктор архітектури, професор кафедри містобудування Національного університету «Львівська політехніка».

## Біографія
2002 року закінчила Національний університет «Львівська політехніка» за спеціальністю «Містобудування». У 2003 року продовжила навчання в аспірантурі при кафедрі дизайну та основ архітектури цього ж вишу.
2007 року захистила кандидатську дисертацію на тему: «Композиційні аспекти формування квартальної забудови Львова кінця XVIII – початку XX століть» (спеціальність 18.00.01 — теорія архітектури, реставрація пам'яток архітектури; науковий керівник — кандидат архітектури, професор Петришин Галина Петрівна) і від того часу працювала асистентом, старшим викладачем, а від 2012 року — доцентом кафедри дизайну та основ архітектури Національного університету «Львівська політехніка». 2014 року присвоєно вчене звання доцента й до 2022 року обіймала посаду доцента кафедри містобудування Національного університету «Львівська політехніка».
2020 року захистила докторську дисертацію на тему «Основи теорії морфології міста» (спеціальність 18.00.01 — теорія архітектури, реставрація пам'яток архітектури; науковий консультант — доктор архітектури, доцент Диба Юрій Романович). У 2022—2024 роках — професор, а 2024 року обрана на посаду завідувача кафедри містобудування Національного університету «Львівська політехніка».
Займається підготовкою здобувачів рівня «кандидат архітектури» та «доктор філософії» за тематикою: «Формування та розвиток об'єктів містобудування».

## Нагороди
- 2011, 2013 — найкращий молодий науковець року Інституту архітектури та дизайну Національного університету «Львівська політехніка»;
- 2018 — лауреат Львівської обласної премії молодих учених та дослідників;
- 2022 — відзнака ректора Національного університету «Львівська політехніка» — нагрудний знак за значні досягнення в науковій роботі.

## Праці
Юлія Ідак є автором наукових та навчально-методичних праць, серед яких: 
- Ідак Ю. В. Композиційні аспекти формування фронту квартальної забудови Львова (кінця XVIII – початку XX століть): монографія. — Львів : Растр-7, 2011. — 208 с. — (Праці / Український центр історичного містознавства; вип. 7) — 300 прим. — ISBN 978-966-2004-64-9.
- Ідак Ю. В., Лисенко О. Ю. Методика формування морфологічного тезаурусу в містобудуванні // Вісник Національного університету «Львівська політехніка». Серія «Архітектура». — 2020. — Т. 2, № 4. — С. 83–90.
- Kapushchak K., Hnes N. and Idak Yu. Ways of modernization and improvement of architectural education in Ukraine // International Journal ofInnovative Technologiesin Social Science. — 2021. — № 1 (29). — p.
- Ідак Ю. В., Лисенко О. Ю. Дисциплінарний образ морфології міста у містобудуванні // Вісник Національного університету «Львівська політехніка». Серія «Архітектура». — 2022. — Т. 4, № 1. — С. 83–94.